# Belmont (New York)
Belmont is de hoofdplaats van Allegany County, New York, Verenigde Staten. Volgens de census van 2000, heeft de plaats 952 inwoners en 392 huishoudens. Het dorp ligt ten noordoosten van Olean, New York.

## Foto's

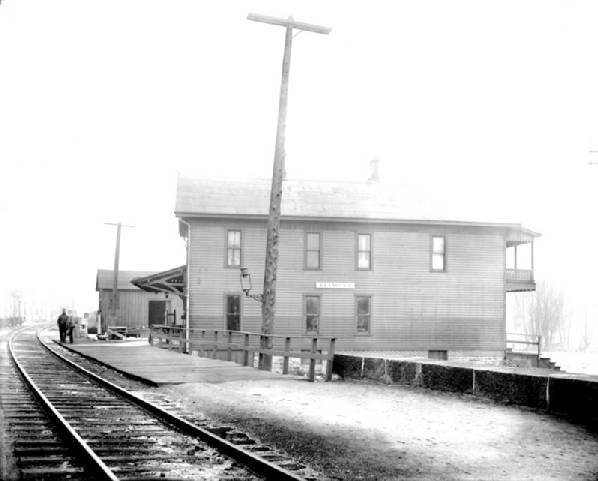
Station